# 長井市

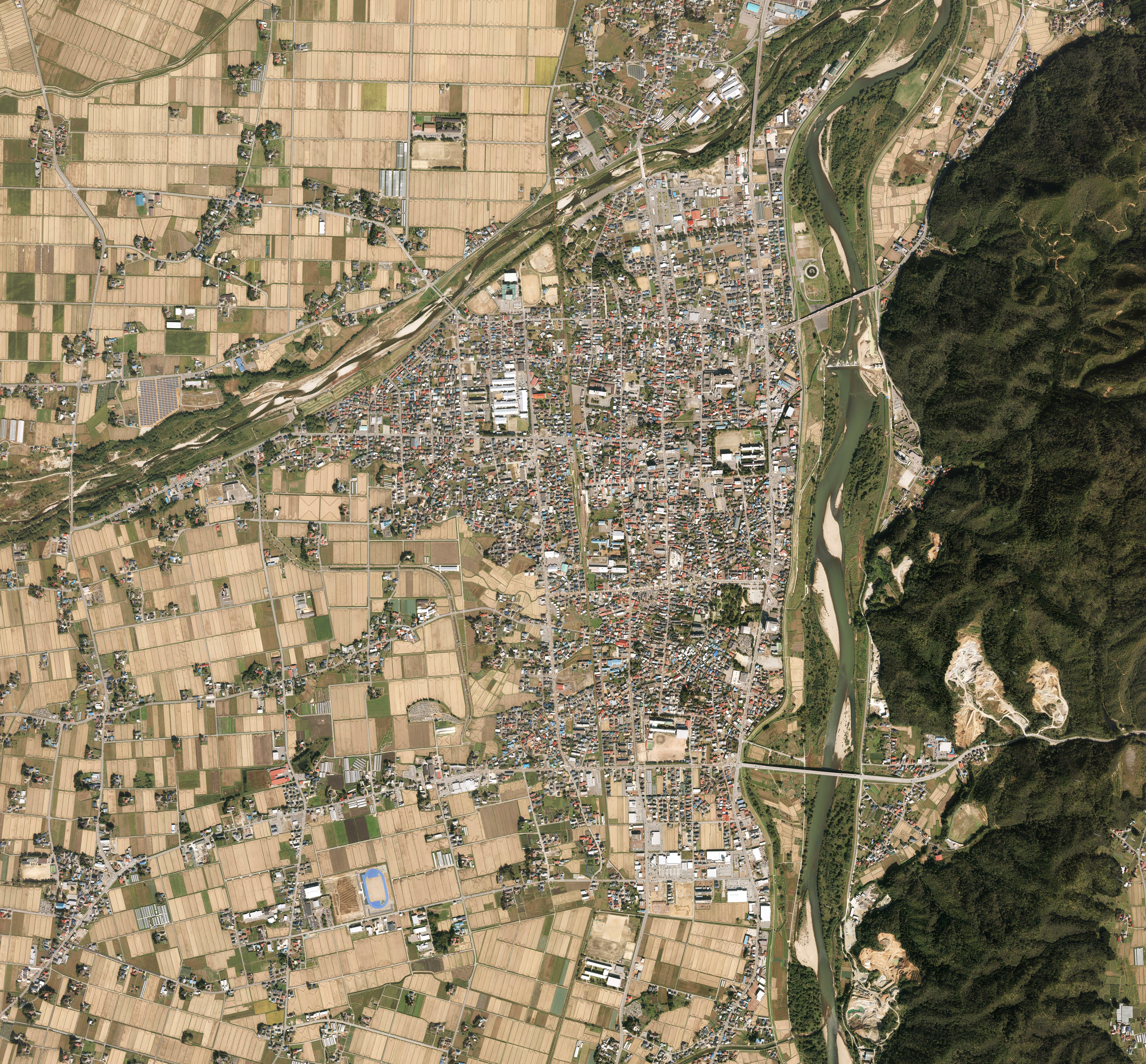
長井市中心部周辺の空中写真。市街地の東側を南から北へ最上川が流れる。かつて最上川舟運の最上流部の終着港として栄えた。2013年10月14日撮影の11枚を合成作成。
。

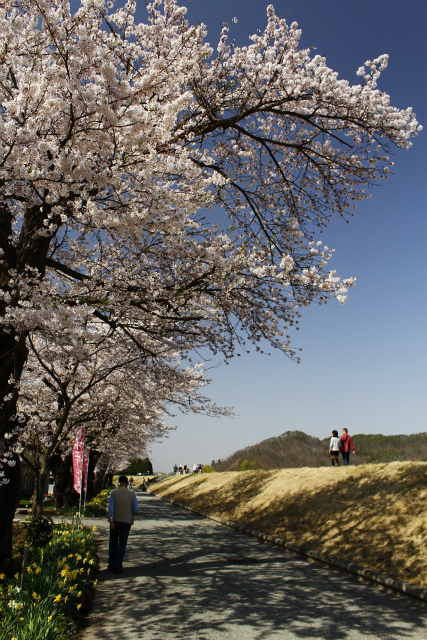
最上川堤防千本桜

長井市（ながいし）は、山形県の南部にある人口約2万5千人の市。
春から夏にかけて市の名物であるサクラ、ツツジ、アヤメが見頃となる。キャッチコピーは「水と緑と花のまち・ながい」。1954年（昭和29年）市制施行。

## 地理
市の北西端は大朝日岳があり、市域の西半分ほどを朝日山地が占める。市の東部にある盆地は長井盆地と呼ばれ、長井市の市街地がある。市の東から流れる最上川に、飯豊山地から北上する白川と、朝日山地から東進する野川が合流し、水量を増して市街地付近を北に流れる。
- 山: 朝日山地 (祝瓶山など)
- 河川: 最上川、白川、野川

## 気候
寒暖の差が大きく気温の年較差、日較差が大きい顕著な大陸性気候である。降雪量が多く、周辺の自治体と同様に特別豪雪地帯に指定されている。
| 長井（1991年 - 2020年）の気候      | 長井（1991年 - 2020年）の気候 | 長井（1991年 - 2020年）の気候 | 長井（1991年 - 2020年）の気候 | 長井（1991年 - 2020年）の気候 | 長井（1991年 - 2020年）の気候 | 長井（1991年 - 2020年）の気候 | 長井（1991年 - 2020年）の気候 | 長井（1991年 - 2020年）の気候 | 長井（1991年 - 2020年）の気候 | 長井（1991年 - 2020年）の気候 | 長井（1991年 - 2020年）の気候 | 長井（1991年 - 2020年）の気候 | 長井（1991年 - 2020年）の気候 |
| 月                                 | 1月                           | 2月                           | 3月                           | 4月                           | 5月                           | 6月                           | 7月                           | 8月                           | 9月                           | 10月                          | 11月                          | 12月                          | 年                            |
| ---------------------------------- | ----------------------------- | ----------------------------- | ----------------------------- | ----------------------------- | ----------------------------- | ----------------------------- | ----------------------------- | ----------------------------- | ----------------------------- | ----------------------------- | ----------------------------- | ----------------------------- | ----------------------------- |
| 最高気温記録 °C （°F）             | 14.2 (57.6)                   | 17.6 (63.7)                   | 20.9 (69.6)                   | 29.1 (84.4)                   | 33.4 (92.1)                   | 34.3 (93.7)                   | 37.3 (99.1)                   | 37.3 (99.1)                   | 35.3 (95.5)                   | 29.6 (85.3)                   | 25.7 (78.3)                   | 17.3 (63.1)                   | 37.3 (99.1)                   |
| 平均最高気温 °C （°F）             | 2.4 (36.3)                    | 3.4 (38.1)                    | 7.3 (45.1)                    | 14.9 (58.8)                   | 21.3 (70.3)                   | 24.7 (76.5)                   | 27.8 (82)                     | 29.2 (84.6)                   | 24.8 (76.6)                   | 18.7 (65.7)                   | 11.9 (53.4)                   | 5.3 (41.5)                    | 16.0 (60.8)                   |
| 日平均気温 °C （°F）               | −0.9 (30.4)                   | −0.6 (30.9)                   | 2.5 (36.5)                    | 8.8 (47.8)                    | 15.1 (59.2)                   | 19.3 (66.7)                   | 22.9 (73.2)                   | 23.8 (74.8)                   | 19.4 (66.9)                   | 13.0 (55.4)                   | 6.7 (44.1)                    | 1.6 (34.9)                    | 11.0 (51.8)                   |
| 平均最低気温 °C （°F）             | −4.2 (24.4)                   | −4.4 (24.1)                   | −1.8 (28.8)                   | 3.1 (37.6)                    | 9.2 (48.6)                    | 14.6 (58.3)                   | 18.9 (66)                     | 19.5 (67.1)                   | 15.2 (59.4)                   | 8.4 (47.1)                    | 2.4 (36.3)                    | −1.5 (29.3)                   | 6.6 (43.9)                    |
| 最低気温記録 °C （°F）             | −14.6 (5.7)                   | −18.3 (−0.9)                  | −13.6 (7.5)                   | −6.4 (20.5)                   | −0.2 (31.6)                   | 5.5 (41.9)                    | 9.6 (49.3)                    | 10.3 (50.5)                   | 4.2 (39.6)                    | −0.9 (30.4)                   | −7.7 (18.1)                   | −14.3 (6.3)                   | −18.3 (−0.9)                  |
| 降水量 mm （inch）                 | 179.4 (7.063)                 | 127.0 (5)                     | 120.2 (4.732)                 | 109.4 (4.307)                 | 109.4 (4.307)                 | 141.8 (5.583)                 | 246.4 (9.701)                 | 160.2 (6.307)                 | 139.0 (5.472)                 | 139.1 (5.476)                 | 180.4 (7.102)                 | 204.3 (8.043)                 | 1,856.5 (73.091)              |
| 降雪量 cm （inch）                 | 260 (102.4)                   | 200 (78.7)                    | 112 (44.1)                    | 9 (3.5)                       | 0 (0)                         | 0 (0)                         | 0 (0)                         | 0 (0)                         | 0 (0)                         | 0 (0)                         | 5 (2)                         | 140 (55.1)                    | 731 (287.8)                   |
| 平均降水日数 （≥1.0 mm）           | 23.4                          | 19.0                          | 17.4                          | 13.5                          | 11.3                          | 11.0                          | 14.0                          | 11.5                          | 11.7                          | 13.1                          | 17.3                          | 22.1                          | 185.3                         |
| 平均月間日照時間                   | 49.8                          | 66.5                          | 124.0                         | 172.1                         | 197.2                         | 164.6                         | 137.7                         | 174.3                         | 132.5                         | 117.2                         | 86.2                          | 52.0                          | 1,481.3                       |
| 出典1：Japan Meteorological Agency |                               |                               |                               |                               |                               |                               |                               |                               |                               |                               |                               |                               |                               |
| 出典2：気象庁                      |                               |                               |                               |                               |                               |                               |                               |                               |                               |                               |                               |                               |                               |

## 歴史
東西の置賜郡をあわせた置賜地方は、戦国時代には全体が長井荘と呼ばれていた。この内、米沢市周辺を上長井、現在の長井市周辺を下長井と呼んだ。米沢市の上長井地区（旧南置賜郡上長井村）はその名残である。
- 1954年（昭和29年）11月15日 - 西置賜郡長井町、長井村、西根村、平野村、伊佐沢村、豊田村が合併し、長井市誕生。
- 1965年（昭和40年）7月16日 - 梅雨前線がもたらした集中豪雨で市内の河川が氾濫。床上浸水65戸、床下浸水347戸[4]。
- 2021年（令和3年）5月6日 - 新市庁舎が完成し業務を開始（鉄骨鉄筋コンクリート一部4階建て、延べ床面積約8700平方メートル、敷地面積約1万5700平方メートル）[5]

## 行政
- 市長：内谷重治（2006年12月15日就任、5期目）

### 歴代市長
| 代 | 氏名       | 就任                       | 退任                       | 備考 |
| -- | ---------- | -------------------------- | -------------------------- | ---- |
| 1  | 齋藤弥助   | 1954年（昭和29年）12月15日 | 1958年（昭和33年）12月14日 |      |
| 2  | 羽田貞三   | 1958年（昭和33年）12月15日 | 1974年（昭和49年）12月14日 |      |
| 3  | 齋藤伊太郎 | 1974年（昭和49年）12月15日 | 1990年（平成2年）12月14日  |      |
| 4  | 平恒夫     | 1990年（平成2年）12月15日  | 1998年（平成10年）12月14日 |      |
| 5  | 目黒栄樹   | 1998年（平成10年）12月15日 | 2006年（平成18年）12月14日 |      |
| 6  | 内谷重治   | 2006年（平成18年）12月15日 | 現職                       |      |

## 議会

### 市議会
→詳細は「長井市議会」を参照

## 財政

### 平成18年度
- 財政力指数 0.45 （全国市町村平均 0.52 山形県市町村平均0.35）
- 経常収支比率 96.5%
- 標準財政規模 71億9800万円
- 一般会計歳入 107億0200万円
- 一般会計歳出 105億4300万円
- 人口一人当たり人件費・物件費等決算額 11万9563円 （全国市町村平均 12万1478円）
- 人口1000人当たり職員数8.42人 （全国市町村平均 8.00人）
- ラスパイレス指数 91.3 （全国市平均 97.4）
- 実質公債費比率 27.7%

地方債等の残高
- 1普通会計分の地方債 133億2900万円
- 2特別会計分の地方債（企業債） 173億2500万円
  - 主な内訳 公共下水道事業会計分 104億7100万円
- 3関係する一部事務組合分の地方債（企業債） 14億2935万円＋置賜広域病院組合分 239億4000万円
  - 置賜広域病院組合分 239億4000万円 （負担割合不明）公立病院問題が大きな財政問題となっている この広域病院は長井市、南陽市、飯豊町、川西町の2市2町で共同で運営しており、239億400万円の債務についても2市2町で分担して返済していく
  - 置賜広域行政事務組合 79億5300万円（負担金割合11.0%）→8億7483万円
  - 西置賜行政組合 11億1800万円（負担金割合 49.6%）→5億5452万円
- 4第3セクター等の債務保証に係る債務残高等 6億4300万円

地方債等の合計 327億2600万円 （連結会計 ただし負担割合が不明な広域病院分239億4000万円は一切含まない数字）
- 長井市民一人あたり地方債等残高 107万1087円

置賜広域病院組合を運営する2市2町にとって公立病院財政問題は大きな課題である

## 産業

### 歴史的経緯
長井は、最上川舟運の港町として栄えた商工業都市であり、その点で周辺部とは異なる。つまり、江戸時代までは日本の基幹交通は日本海経由の舟運であり、日本海に面した一大海運港であった酒田から、最上川を経由して米沢に至る舟運ルートの終着港が長井であった。すなわち、米沢藩の交易港都市であった。現在でも続く製造業としては長井紬が有名である。
その名残は現在の長井の産業にも影響しており、農業や農産物加工などのほかに、商業、工業が発展してきた地域である。

### 産業人口
- 1次産業	9.4%
- 2次産業	44.6%
- 3次産業	45.9%

### 製造業
工業に関しては、第二次世界大戦前に当時としては珍しく自治体を挙げて東京芝浦電気（現・東芝）を誘致し、成功させた。その後、東芝およびマルコン電子（現日本ケミコン）の企業城下町として、電気機器関連産業が発展してきた。
その後、1980年代以降の円高と大企業の海外シフトに伴い、東芝の分社化、関連企業の撤退、倒産など長井市の製造業を取り巻く環境は厳しさを増した。こうした中で、長井工業高校と長井市商工観光課、地元製造中小企業、長井商工会議所が連携し、人事育成と地元での雇用創出の取り組みが行われ、全国的にも注目された。
ロボット産業
現在では、製造中小企業の若手経営者が連携し、従来からの製造品目である工場自動化機器類の今後の方策を調査、研究する試みと、地域経済の活性化を目指して、ロボット産業について取り組んでおり、2006年度 ロボワン 全国大会の招致に成功した。なお日程は9/16（土）が予選、9/17（日）本戦、推定参加ロボット140体、推定参加人数300名程度である。また、マイクロマウス大会が1987年（昭和62年）より毎年開催されている（後述）。
協同薬品工業
市内に本社を持つ協同薬品工業は、農協系の置き薬メーカーである。一般の薬店での市販はされていないが、農村部での知名度は高い。

### 商業
長井市は、現在でも置賜地域の商業集積地であり、流入客数が多い。ただ、近年、郊外型大型店舗の出店が、市内郊外部に進み、中心部の空洞化が懸念されている。また、道路網の整備、自家用車保有の進展により、近隣の南陽市や山形市、あるいは仙台市への買い物客の流出も指摘されている。
市内の主要商店街
- あら町商店街（あらまち） - 最上川舟運とかつての主要産業である長井紬で栄えた名残をもっとも色濃く残す地域。寛政元年創業(1789) の醤油、味噌の醸造蔵・山一醤油の店舗は築100年以上経過した立派なもの。マスコミにも多く登場し、現在でも味噌、醤油を中心に製造販売を行っている。また、この地域には、江戸期、明治期、大正期、昭和初期の近代建築が数多く残っている。
- 大町商店街（おおまち） - 市役所や病院、医院が数多く並ぶ。南北に続く市街地の北端に当たる。「文教の杜」と名付けられたエリアは、かつての商家「丸大扇屋」の建物を中心とした資料館と公園となっている。また、この地域のシンボルとしては、「小桜館」（旧置賜郡役所）があり、貴重な近代建築物として見学できるだけではなく、様々な催し物に活用されている。商店街にある「ぬくもりの郷あやっか」は、空き店舗活用の一つとして、山形工科短期大学校の学生であった石川文香が自身の卒業研究として土壁のある和風の交流空間として改築、まちづくりNPOセンターの活動拠点として、ギャラリーや観光案内所として活用されている。
- 高野町商店街 - 長井あやめ公園から長井駅間、黒獅子で有名な總宮神社や、あやめ公園などに通ずるところに位置している。
- 中央通商店街 - 長井駅前の通り。従来、鉄道の駅と、国道、最上川を結ぶ玄関口として最も重要な位置にある。駅前には、長井産のレインボー野菜などを販売し、情報発信の拠点となっている「長井村塾」があり、視察などの拠点となっている。長井駅舎は、近代建築物であり、その景色は昭和初期から30年代を彷彿とさせる光景となっている。また、木村家は大正年間創業の老舗パン店である。ロールパンは昭和20年代から続く名物である。
- 本町商店街（もとまち） - 長井市の商店街の中でも、中心的存在となっている。商店街には、1930年（昭和5年）築の桑島記念館が移築されて公開されているほか、1930年（昭和6年）築で大きな尖塔を持つ旧小池医院（内部は非公開）など、街のシンボル的建築物が軒を連ねている。

### 金融機関

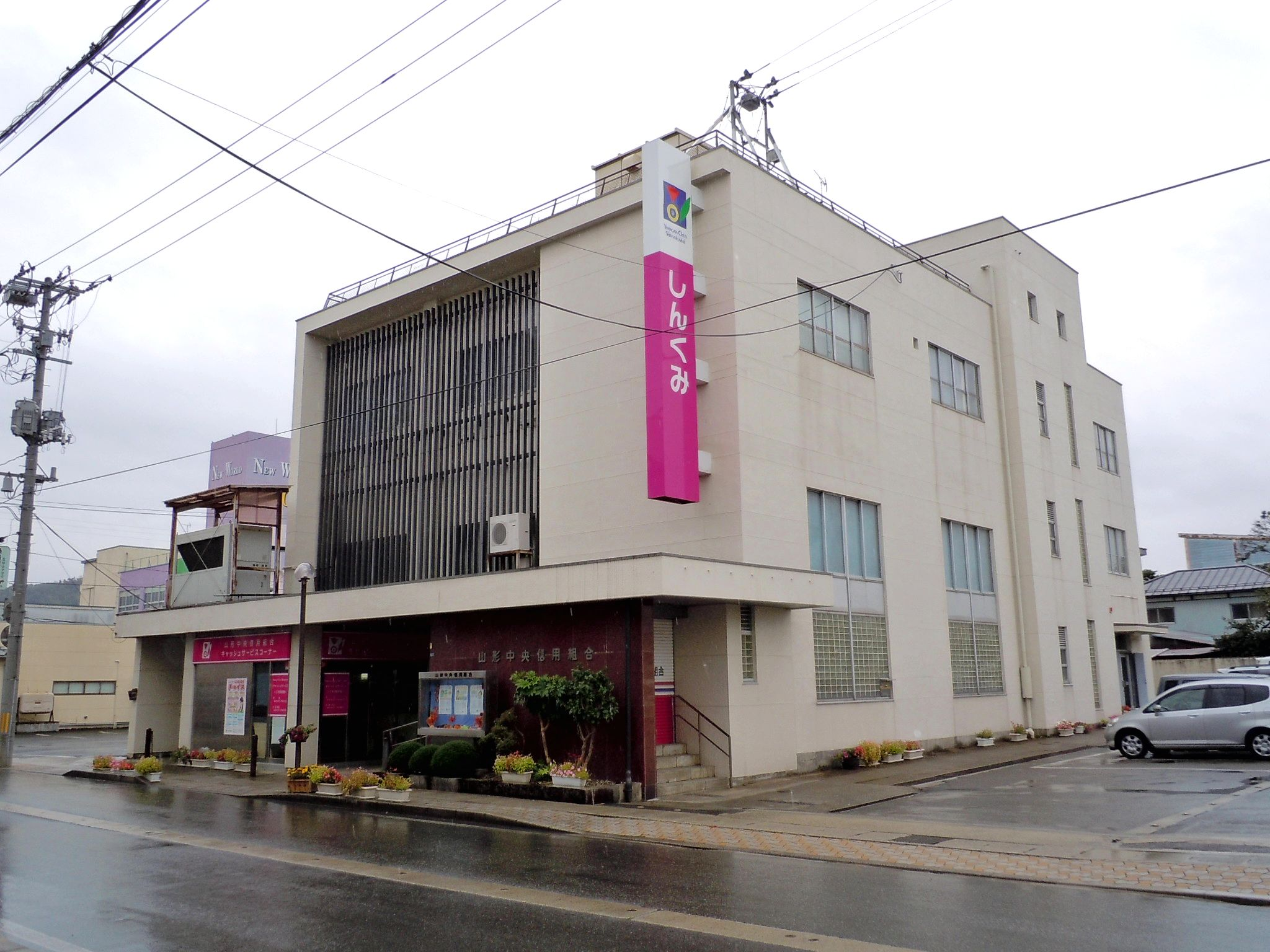
山形中央信用組合本店

- 山形銀行長井支店 -  長井市指定金融機関
- 荘内銀行長井支店
- きらやか銀行長井支店
- 米沢信用金庫長井支店
- 山形おきたま農業協同組合あやめ支店
- 東北労働金庫長井支店
- 山形中央信用組合本店

### 産業振興
- マイクロマウス委員会東北支部 http://mm.jan.jp/
マイクロマウス競技は、1977年（昭和52年）にIEEE（米国電気電子学会）が提唱し、日本では1980年（昭和55年）より「全日本マイクロマウス大会」として 毎年開催されている。長井市の財団法人置賜地域地場産業振興センター（ http://www.jibasan.com/ ）において、東北地区大会が1987年（昭和62年）より毎年開催されており、2006年（平成18年）に全国大会が初めて、都内を離れ、地方都市・長井市で開催された。マイクロマウス（ロボット）は、自立型で自律的（他社に操作されない。）に迷路を探索し、ゴールまでに達する最短時間を競う。ロボット技術の根幹を成す。本部は、財団法人ニューテクノロジー振興財団 http://www.ntf.or.jp/mouse/ 。
- フラワー戦隊ナガレンジャーhttp://blog.livedoor.jp/fsn0601/
山形県長井市の西置賜工業会次世代グループが、ロボワン出場を目指してロボットを作成。5体のロボットによって、フラワー戦隊ナガレンジャーを結成した。工業関係者にとどまらず商業・教育関係者もまきこんで、産業振興、観光振興のシンボルとして活動。ちなみにフラワー戦隊とは、“花の名所長井市”にちなんで名づけられた。

## 郵便

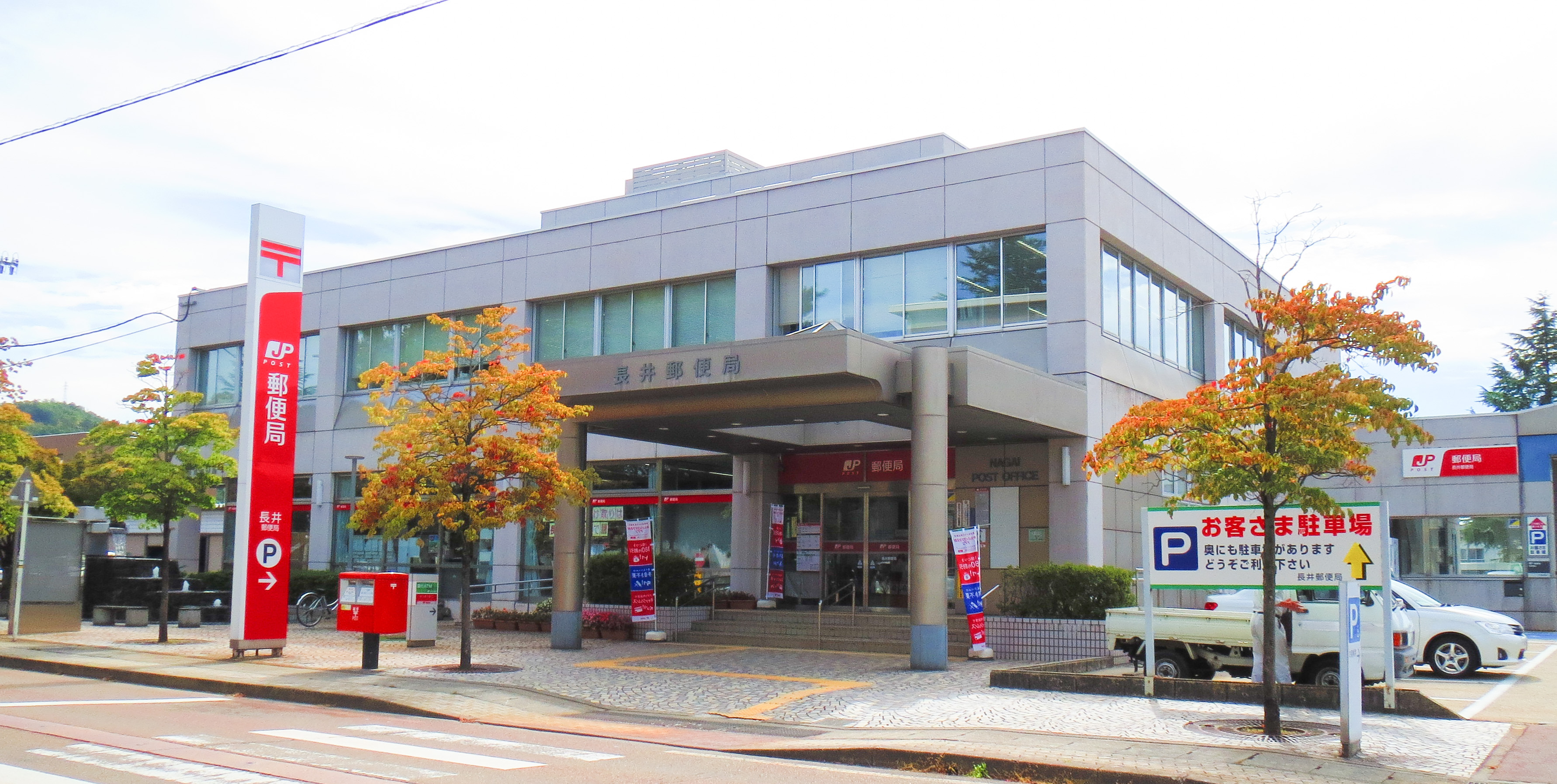
長井郵便局

- 長井郵便局（集配局）
- 長井粡町郵便局
- 伊佐沢郵便局
- 豊田郵便局
- 平野郵便局
- 長井中道郵便局
- 羽前西根郵便局
- 羽前成田郵便局
- 長井十日町郵便局
- 長井時庭簡易郵便局

## 姉妹都市
- 結城市（茨城県）
  - 1983年（昭和58年）7月姉妹都市提携
- バート・ゼッキンゲン市（ドイツ連邦共和国 バーデン＝ヴュルテンベルク州）
  - 1983年（昭和58年）5月8日姉妹都市提携。
- 双鴨山市（中華人民共和国 黒竜江省）
  - 1992年（平成4年）5月21日姉妹都市提携。
- 飯山市（長野県）
  - 2012年(平成24年)6月29日 災害時相互応援協定

## 地域

### 人口
| |                                        |  |
| 長井市と全国の年齢別人口分布（2005年） | 長井市の年齢・男女別人口分布（2005年） |  |
| ■紫色 ― 長井市 ■緑色 ― 日本全国 | ■青色 ― 男性 ■赤色 ― 女性              |  |
| 長井市（に相当する地域）の人口の推移 \| 1970年（昭和45年） \| 33,221人 \| \| \| 1975年（昭和50年） \| 33,023人 \| \| \| 1980年（昭和55年） \| 33,286人 \| \| \| 1985年（昭和60年） \| 33,490人 \| \| \| 1990年（平成2年） \| 33,260人 \| \| \| 1995年（平成7年） \| 32,727人 \| \| \| 2000年（平成12年） \| 31,987人 \| \| \| 2005年（平成17年） \| 30,929人 \| \| \| 2010年（平成22年） \| 29,473人 \| \| \| 2015年（平成27年） \| 27,757人 \| \| \| 2020年（令和2年） \| 26,543人 \| \| |                                        |  |
| 総務省統計局 国勢調査より |                                        |  |
| 1970年（昭和45年） | 33,221人                               |  |
| 1975年（昭和50年） | 33,023人                               |  |
| 1980年（昭和55年） | 33,286人                               |  |
| 1985年（昭和60年） | 33,490人                               |  |
| 1990年（平成2年） | 33,260人                               |  |
| 1995年（平成7年） | 32,727人                               |  |
| 2000年（平成12年） | 31,987人                               |  |
| 2005年（平成17年） | 30,929人                               |  |
| 2010年（平成22年） | 29,473人                               |  |
| 2015年（平成27年） | 27,757人                               |  |
| 2020年（令和2年） | 26,543人                               |  |

### 健康
長井市は、この地域の政治や経済の中心であったため、以前から病院や医院も数多く存在してきた。現在も、個人医院や診療所などが市内に数多く開業している。
周辺自治体（長井市、南陽市、川西町、飯豊町）と共同で平成12年11月に公立置賜総合病院及び救命救急センターが隣接する川西町に設置されている。そのため、従来の長井市立病院は、公立置賜長井病院と名称変更され、サテライト医療施設として統合再編された。

### 教育
- 高等学校
  - 山形県立長井高等学校
  - 山形県立長井工業高等学校
- 中学校
  - 長井市立長井北中学校
  - 長井市立長井南中学校
- 小学校
  - 長井市立長井小学校
  - 長井市立西根小学校
  - 長井市立平野小学校
  - 長井市立伊佐沢小学校
  - 長井市立豊田小学校
  - 長井市立致芳小学校
- 学校教育以外の施設

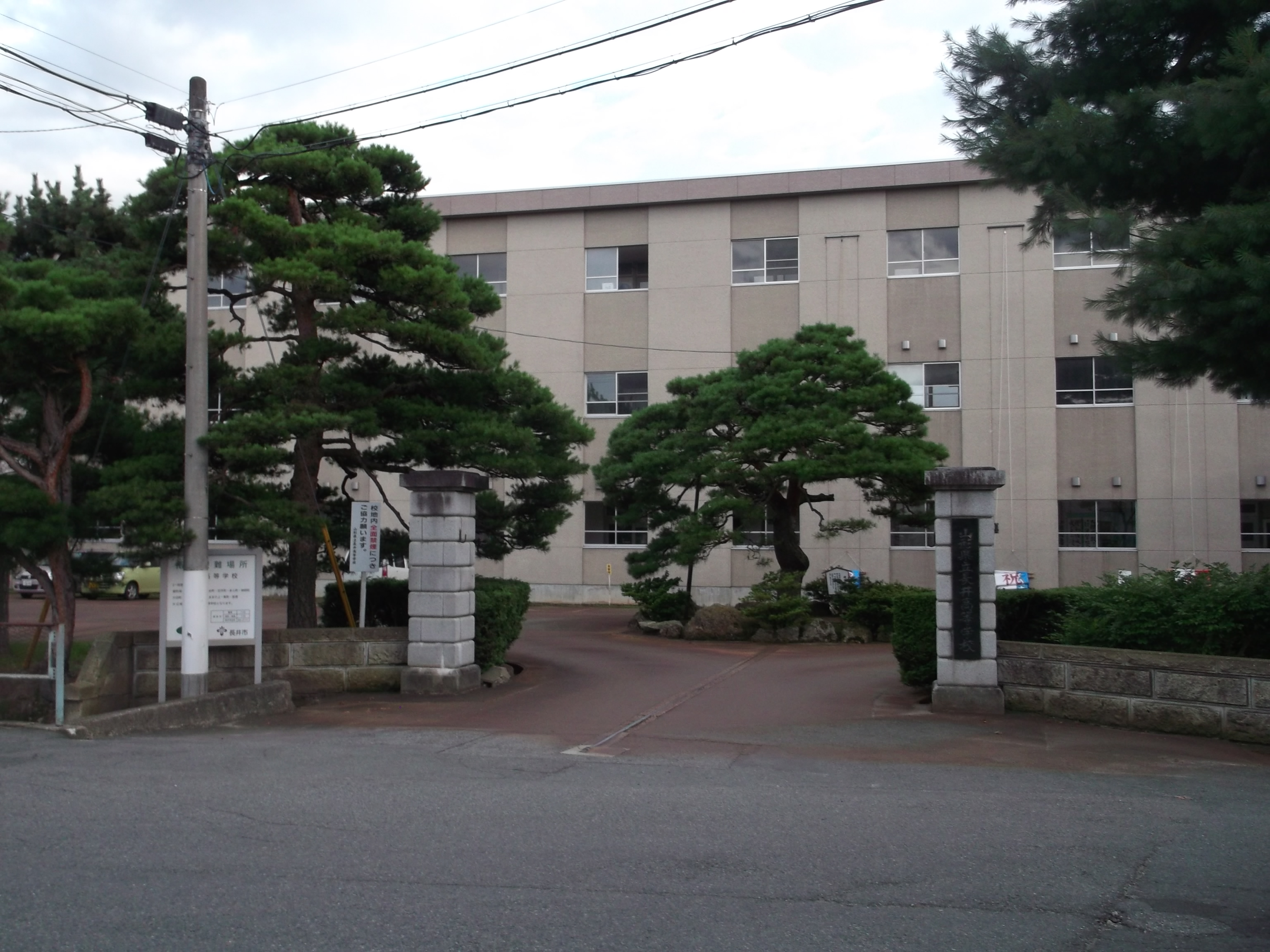
山形県立長井高等学校

  - 山形工科短期大学校（ 職業訓練法人山形工科アカデミーが行う認定職業訓練による職業能力開発短期大学校）
  - 長井高等職業訓練校（職業訓練法人長井職業訓練協会が行う認定職業訓練による職業能力開発校）

### 自然環境
- レインボープラン
長井市では、生ゴミを堆肥化し農地に還元することで、循環形社会の形成を目指すレインボープランを行っている。また、これに関連して、食品消費者と農業者の距離を縮める「食の安全安心＝レインボープラン特区（構造改革特区）」が認定された。
- 不伐の森
長井市東部にある一定の範囲の森（市有地）を「不伐の森」と指定することで、森林の保存を目指している。（長井市不伐の森条例）

## 交通

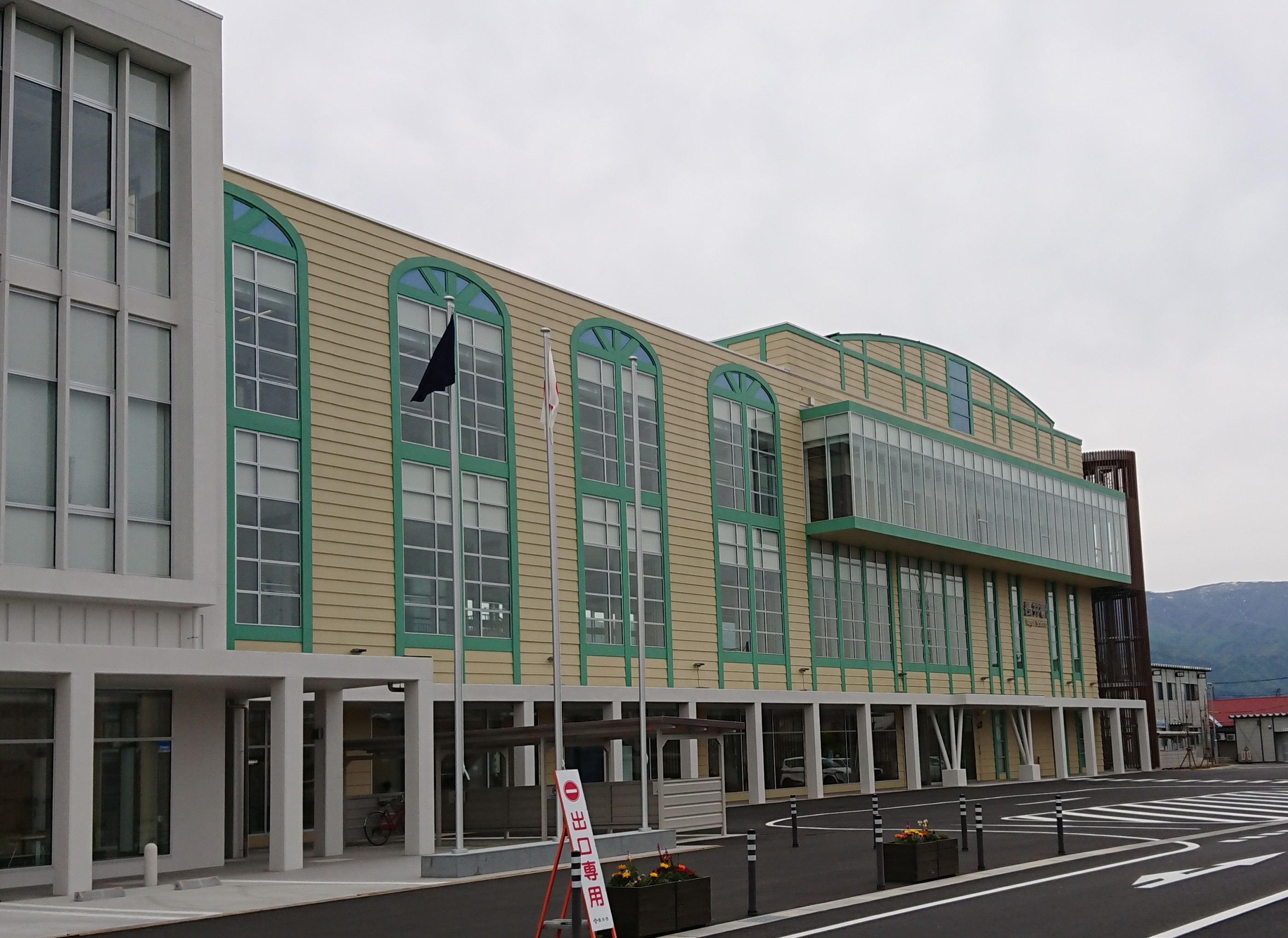
長井駅

### 鉄道路線
長井市は山形鉄道（第三セクター）の本社所在地で、市内に山形鉄道フラワー長井線の駅が多数ある。中心となる長井駅までは、山形新幹線赤湯駅から約30分である。
鉄道作家・宮脇俊三の作品『「時刻表昭和史」第13章 - 米坂線109列車』は、今泉駅で終戦の玉音放送を聞いた体験が描かれている。また、映画「スウィングガールズ」では、山形鉄道そのものがストーリーの中で重要な役割をしている。また、2006年（平成18年）8月には、大学生がデザインした萌えキャラクターを使用したグッズが販売された。
- 山形鉄道
  - フラワー長井線：今泉駅、時庭駅、南長井駅、長井駅、あやめ公園駅、羽前成田駅、白兎駅
- 東日本旅客鉄道（JR東日本）
  - 米坂線：今泉駅
- 中心となる駅：長井駅
- 隣接市町村への連絡：フラワー長井線
- 都道府県庁への連絡：フラワー長井線経由赤湯駅乗換え、奥羽本線・山形新幹線
- 広範囲な連絡：フラワー長井線経由奥羽本線、米坂線

### バス路線
- 山交バスの都市間バスが山形市方面から走っている。
- 長井市営バスが市内を循環している。

### タクシー
長井市は、西置賜地域の中心市として栄えてきたこともあって市内には三社のタクシー会社があり、公共交通の一端を担っている。また、地域随一の飲食店街としても有名であり、そのため代行運転サービスなども充実している。

### 道路
- 一般国道
  - 国道113号、国道287号
- 都道府県道
  - 主要地方道
    - 山形県道9号長井大江線
    - 山形県道10号長井飯豊線
    - 山形県道11号長井白鷹線

### 空港
- 市域内に空港はない。最寄りの空港は東根市にある山形空港である。しかしながら、山形新幹線開通以降、山形空港からの便数が減少した影響もあり、実際には国内各都市へは新幹線もしくは仙台空港から空路を利用する人が多い。

## 文化
- ゼッキンゲンのトランペット吹き
19世紀ドイツの作曲家ヴィクトル・ネスラーのオペラ。物語の舞台が長井市の姉妹都市であるバート・ゼッキンゲンであることから、2006年（平成18年）10月に、この作品の日本での全曲初演が長井市で行なわれた。音楽史家・プロデューサーの瀧井敬子の発案によるもの。ドイツからの来賓を迎え、二期会、山形交響楽団等が出演した。（参考文献：瀧井敬子「漱石の聴いたベートーヴェン」中公新書）

## 観光・イベントほか
長井市では、長井市観光協会、長井商工会議所などに加え、各種NPOや市民団体、グループなどが催し物や祭りの企画、運営、主催などに参加しており、市民参加型の行事が多い。
- 伊佐沢の久保ザクラ・草岡の大明神桜・白兎のしだれ桜・最上川堤防千本桜
- 松ヶ池公園（白つつじ公園） - ながい黒獅子まつり・白つつじまつり
- 長井あやめ公園 - あやめまつり
- はぎ公園（はぎ苑）
- 最上川河川緑地公園 - ながい水まつり・最上川花火大会
- 縄文まつり
- 長井1000人いも煮会
- 長井大綱引き大会
- 雪灯り回廊まつり
- 長井マラソン大会 例年10月第3日曜日

山形県、東北地域で唯一のフルマラソンの大会 制限時間6時間
- 長井トライアスロン大会 例年6月最終日曜日

水泳（長井北中プール使用）1.0k バイク 公道使用 60k ラン 10k
- 長者屋敷遺跡（古代の丘）
- 丸大扇屋（江戸期・公開）
- 小桜館（旧西置賜郡役所・明治11年築・公開・長井市指定文化財）
- 桑島記念館（旧桑島眼科・昭和5年築・公開・長井市指定文化財）
- 旧小池医院（昭和6年築・個人宅・非公開）
- 山形鉄道長井駅（旧国鉄長井駅・大正3年築・公開）
- 旧羽前銀行長井支店（昭和9年築・個人宅・非公開）
- 長井小学校校舎（昭和8年築・非公開）
- グンゼ長井工場（大正9年築・非公開・一部は現在、協同薬品工業）
- 長沼孝三彫塑館
- 長井ダム・ながい百秋湖・野川まなび館・野川渓谷
- 最上川フットパス・みずはの小道
- やまがたタス物産館（置賜地域地場産業振興センター タスパークホテル内）
- やませ蔵美術館

現地での観光情報に関しては長井駅や、市役所第2庁舎内の観光振興課、タスパークホテル内の観光協会や2階にある地場産業振興センターが詳しい。また、やまがたタス物産館では長井だけでなく、置賜地方全域の土産物を販売している。
- 合流センターふらり
  - 長井市中央地区公民館
  - 長井市勤労青少年ホーム
  - 長井市民体育館
  - 長井市テニスコート
  - 長井高等職業訓練校
- 長井市遊びと学びの交流施設 くるんと
- 競技用けん玉の生産量日本一の工場があり、市中心部には無料で貸し出す施設もある。2020年2月から市民けん玉大会が始まり、同年9月にはけん玉を「市技（しぎ）」と定める条例も制定された。[6]
- 長沼合名会社店舗兼主屋（登録有形文化財）

### 重要文化的景観
この他、市街地には珍しく茅葺屋根の民家および商家が複数残されている。また、江戸期に建築された蔵も相当数残されており、最上川舟運で栄えた面影が今も残る。これらが2018年（平成30年）2月12日に文化財保護法に基づく重要文化的景観「最上川上流域における長井の町場景観」として選定された。

## 著名な出身者
- 宇治紫文（邦楽家）
- 遠藤彰（男子プロゴルファー）
- 海谷厚志（国土交通官僚）[7]
- 片倉景綱（戦国時代の武将）
- 黒澤洋介（山形新聞代表取締役社長）
- 佐藤教郎（日立電線代表取締役社長、日本電線工業会会長）
- 佐藤由美子（女子プロゴルファー）
- 菅原白龍（画家）
- 鈴木沙織（スキーハーフパイプ選手）
- 達ノ矢源之助（大相撲力士）
- 長沼孝三（彫刻家）
- 淀彰（編曲家）
- 渡部博文（サッカー選手）

## 長井市を舞台とする作品
- 映画『スウィングガールズ』（監督矢口史靖、2004年）[8]
長井市を含む置賜地方で撮影された。フラワー長井線の列車が登場する。映画の撮影は、米沢市などでも行われたが、長井市およびその周辺で撮影された部分が多く、スタッフは収録中、長井市のタス・パーク・ホテルに滞在した。ロケ地情報などは、タス・パーク・ホテルなどで入手できる。